# Jeff Emig
Cam Jeffrey Emig, conegut com a Jeff Emig   (Kansas City, 1 de desembre de 1970), és un antic pilot professional de motocròs nord-americà. Va competir als Campionats AMA entre el 1988 i el 1999 i en va guanyar tres títols de motocròs i un de supercross. A banda, va guanyar tres edicions del Motocross des Nations amb la selecció dels Estats Units i un campionat del món de supercross.
L'any 2004 fou incorporat a l'AMA Motorcycle Hall of Fame.

## Biografia
Jeff Emig va ser un dels millors pilots de motocròs durant la dècada del 1990 i va tenir com a principal rival Jeremy McGrath, a qui sovint va superar en la modalitat del supercross. Durant aquella època, Emig va guanyar més curses que ningú tret de McGrath i va ser l'únic que va guanyar dos títols de motocròs consecutius (1996-1997). Va formar part sis vegades de l'equip nord-americà per al Motocross des Nations, en tres de les quals va col·laborar en la victòria.
El 1997, Emig va fer una de les seves millors temporades: va guanyar els campionats de motocròs i supercross de 250cc després de guanyar set curses i obtenir cinc segons llocs. El 1998 es va lesionar i el 1999, Kawasaki el va acomiadar, de manera que va haver de córrer com a privat amb Yamaha. Poc després de canviar de marca, va guanyar la seva darrera cursa important. A finals d'aquell any, Emig va patir una greu caiguda durant un entrenament arran de la qual es va trencar els dos avantbraços just per sobre del canell. El maig del 2000 es va retirar definitivament de les competicions després de trencar-se una vèrtebra i la cama dreta en una nova caiguda.
Casat i pare de dos fills, Jeff Emig segueix vinculat a l'esport del motocròs als Estats Units com a comentarista de televisió.

## Palmarès

### Títols per any
| Any  | Equip    | Campionat             | Classe |
| ---- | -------- | --------------------- | ------ |
| 1992 | Yamaha   | AMA Motocross         | 125cc  |
| 1992 | Yamaha   | Motocross des Nations | -      |
| 1993 | Yamaha   | Motocross des Nations | -      |
|      |          |                       |        |
| 1996 | Kawasaki | AMA Motocross         | 250cc  |
| 1996 | Kawasaki | Motocross des Nations | -      |
| 1996 | Kawasaki | World Supercross      | -      |
| 1997 | Kawasaki | AMA Supercross        | 250cc  |
| 1997 | Kawasaki | AMA Motocross         | 250cc  |

### Resum
- 3 Campionats AMA de motocròs (2 x 250cc, 1 x 125cc)
- 1 Campionat AMA de supercross 250cc
- 3 Motocross des Nations
- 1 Campionat del Món de supercross

### Resultats per any als campionats AMA
(Llegenda)
| Any Campionat | Rda 1 | Rda 2 | Rda 3 | Rda 4 | Rda 5 | Rda 6 | Rda 7 | Rda 8 | Rda 9 | Rda 10 | Rda 11 | Rda 12 | Rda 13 | Rda 14 | Rda 15 | Rda 16 | Rda 17 | Rda 18 | Posició mitjana | % Podis | Posició |
| ------------- | ----- | ----- | ----- | ----- | ----- | ----- | ----- | ----- | ----- | ------ | ------ | ------ | ------ | ------ | ------ | ------ | ------ | ------ | --------------- | ------- | ------- |
| 1991 125 SX-W | -     | OUT   | 20    | 3     | 4     | -     | -     | 1     | -     | -      | -      | -      | 2      | 6      | -      | 1      | 1      | 1      | 4,33            | 67%     | 2n      |
| 1991 125 MX   | 16    | 15    | 4     | 6     | 3     | 3     | 13    | 4     | 14    | 3      | 2      | 2      | 8      | -      | -      | -      | -      | -      | 7,15            | 38%     | 3r      |
| 1992 125 MX   | 6     | 7     | 11    | 2     | 1     | 1     | 1     | 5     | 1     | 1      | 1      | -      | -      | -      | -      | -      | -      | -      | 3,36            | 64%     | 1r      |
| 1993 125 MX   | 9     | 4     | 1     | 3     | 1     | 3     | 1     | 4     | 1     | 1      | 5      | 2      | -      | -      | -      | -      | -      | -      | 2,91            | 67%     | 2n      |
| 1995 250 SX   | 9     | 5     | 3     | 7     | 7     | 3     | 4     | 8     | 2     | 15     | 4      | 10     | 2      | 3      | 1      | -      | -      | -      | 5,53            | 40%     | 3r      |
| 1995 250 MX   | 4     | 2     | 5     | 4     | 1     | 2     | 3     | 4     | 11    | 2      | 3      | 3      | -      | -      | -      | -      | -      | -      | 3,67            | 58%     | 2n      |
| 1996 250 SX   | 9     | 7     | 11    | 6     | 2     | 2     | 5     | 8     | 5     | OUT    | 6      | 2      | 4      | 1      | 3      | -      | -      | -      | 5,07            | 36%     | 2n      |
| 1996 250 MX   | 2     | 2     | 2     | 1     | 2     | 2     | 1     | 3     | 2     | 1      | 2      | 2      | 1      | -      | -      | -      | -      | -      | 1,76            | 100%    | 1r      |
| 1997 250 SX   | 6     | 14    | 1     | 4     | 1     | 2     | 1     | 5     | 1     | 3      | 2      | 7      | 4      | 1      | 5      | -      | -      | -      | 3,80            | 53%     | 1r      |
| 1997 250 MX   | 1     | 2     | 1     | 5     | 2     | 2     | 2     | 1     | 1     | 1      | 1      | 2      | 1      | -      | -      | -      | -      | -      | 1,69            | 92%     | 1r      |